# Sandra Borch
Sandra Konstance Nygård Borch (født 23. april 1988 i Lavangen) er en norsk politiker fra Senterpartiet. Hun var minister for forskning og højere uddannelse i Regeringen Jonas Gahr Støre fra 4. august 2023 til 23. januar 2024 og var landbrugs- og fødevareminister i samme regering fra 2021. 
Hun blev valgt ind i Stortinget fra Troms ved stortingsvalget i 2017, hvor hun var Senterpartiets første kandidat i Troms. Fra 2011 til 2013 var hun leder af Senterungdommen, som er ungdomspartiet i Senterpartiet.
I januar 2024 blev det afsløret, at dele af hendes masteropgave i retsvidenskab ved UiT Norges arktiske universitet i Tromsø i 2014 var blevet plagieret, hvilket førte til krav om hendes øjeblikkelige afgang. Som følge af sagen meddelte hun, at hun trak hun sig som minister om aftenen den 19. januar 2024. Hun fratrådte 23. januar og blev erstattet af Oddmund Hoel fra Senterpartiet.
Advokat og ekspert i intellektuel ejendomsret Magnus Stray Vyrje sagde, at hendes plagiat var "så alvorligt, som det kan blive", og at annullering af hendes mastergrad er et sandsynligt resultat.